# محل شاهد (مسلسل)
محل شاهد مسلسل تلفزيوني تونسي عُرض على قناة التلفزة التونسية في شهر رمضان في السبعينيات والثمانينيات،
حيث عرف نجاحًا جماهيريًا كبيرًا، وهو من تأليف رمضان شطا وإخراج بولبابة المرابط.

## القصة والشخصيات

### القصة
تدور أحداث المسلسل حول زوجين هما حميداتو وهناني، إضافة إلى بعض الجيران، حيث يقع في كل حلقة استعراض مثل شعبي تونسي أو لغز عن طريق موقف طريف يعيشه أحد الشخصيات، ثم السعي لمعرفة وحل هذا اللغز، في أجواء رمضانية.

### الشخصيات
المسلسل من بطولة رمضان شطا ودلندة عبدو :
- رمضان شطا: «حميداتو» الزوج
- دلندة عبدو: «هناني» الزوجة